# Joe Mantegna
Joseph Anthony Mantegna Jr. (Chicago, 13 november 1947) is een Amerikaans acteur van Italiaanse afkomst. Hij werd in 1999 genomineerd voor een Golden Globe voor zijn bijrol als Dean Martin in de televisiefilm The Rat Pack en voor Primetime Emmy Awards in 1997 (voor zijn bijrol in de miniserie The Last Don), in 1999 (voor The Rat Pack) en in 2007 (voor zijn bijrol in de miniserie The Starter Wife).
Mantegna begon zijn loopbaan in 1969 in het theater, toen hij een rol speelde in de musical Hair. In 1978 stond hij in Working voor het eerst op Broadway. Datzelfde jaar stond hij ook voor het eerst voor de camera, toen hij Chris speelde in de filmkomedie Towing. Dat betekent niet dat zijn theaterwerkzaamheden daarmee stopten: in 1984 won hij de Tony Award voor beste acteur voor zijn vertolking van Richard 'Ricky' Roma in Glengarry Glen Ross en in 2011 kreeg hij voor zijn theaterwerk een ster op de Hollywood Walk of Fame.

## Filmografie
Exclusief 20+ televisiefilms
| - Compulsion (2013) - Cars 2 (2011, stem) - Valentine's Day (2010) - Lonely Street (2009) - The Assistants (2009) - The House That Jack Built (2009) - My Suicide (2009) - Childless (2008) - Redbelt (2008) - The Last Hit Man (2008) - Justice League: The New Frontier (2008, stem) - Witless Protection (2008) - West of Brooklyn (2008) - Hank and Mike (2008) - Stories USA (2007) - The Simpsons Movie (2007, stem) - Cougar Club (2007) - Naked Fear (2007) - Elvis and Anabelle (2007) - The Kid & I (2005) - Edmond (2005) - Nine Lives (2005) - Pontormo (2004) - Stateside (2004) - Uncle Nino (2003) - Mother Ghost (2002) - Off Key (2001) - Laguna (2001) - The Trumpet of the Swan (2001, stem) - Turbulence 3: Heavy Metal (2001) - Fall (2001) - The Last Producer (2000) - More Dogs Than Bones (2000) - Body and Soul (2000) - Lakeboat (2000) - Liberty Heights (1999) - The Runner (1999) - Error in Judgment (1999) - Airspeed (1998) | - Boy Meets Girl (1998) - Celebrity (1998) - Hoods (1998) - For Hire (1998)] - The Wonderful Ice Cream Suit (1998) - Jerry and Tom (1998) - Persons Unknown (1996) - Thinner (1996) - Albino Alligator (1996) - Underworld (1996) - Up Close & Personal (1996) - Eye for an Eye (1996) - Captain Nuke and the Bomber Boys (1995) - Above Suspicion (1995) - Forget Paris (1995) - For Better or Worse (1995) - Airheads (1994) - Baby's Day Out (1994) - Searching for Bobby Fischer (1993) - Family Prayers (1993) - Body of Evidence (1993) - Bugsy (1991) - Homicide (1991) - Queens Logic (1991) - Alice (1990) - The Godfather Part III (1990) - Wait Until Spring, Bandini (1989) - Things Change (1988) - Suspect (1987) - Weeds (1987) - House of Games (1987) - Critical Condition (1987) - ¡Three Amigos! (1986) - Off Beat (1986) - The Money Pit (1986) - Compromising Positions (1985) - Second Thoughts (1983) - To Be Announced (1979) - Towing (1978) |

## Televisieseries
Exclusief eenmalige gastrollen
- Criminal Minds - David Rossi (2007-2020)
- The Simpsons - stem Fat Tony (1991-2012, 26 afleveringen)
- The Starter Wife - Lou Manahan (2008, drie afleveringen)
- The Starter Wife - Lou Manahan (2007, zes afleveringen - miniserie)
- Joan of Arcadia - Will Girardi (2003-2005, 45 afleveringen)
- First Monday - Justice Joseph Novelli (2002, dertien afleveringen)
- Duckman: Private Dick/Family Man - Rube Richter (1997, twee afleveringen)
- Open All Night - Arab (1981-1982, drie afleveringen)
- Soap - Juan One (1980-1981, zeven afleveringen)

## Privé
Mantegna is getrouwd en heeft twee dochters. Zijn dochter Gia is actrice. Ze debuteerde in 2003 in haar vaders film Uncle Nino en was sindsdien te zien in verschillende films en televisieseries, zoals 13 Going on 30, Unaccompanied Minors en In the Land of Women. Ze speelde opnieuw samen met haar vader tijdens een eenmalige gastrol in seizoen drie van Criminal Minds.
- Bibsys: 99006008
- Biblioteca Nacional de España: XX1081941
- Bibliothèque nationale de France: cb14029738x (data)
- Gemeinsame Normdatei: 124549047
- International Standard Name Identifier: 0000 0001 1470 5448
- Library of Congress Control Number: n85054392
- Nationale Bibliotheek van Tsjechië: xx0099957
- Nationale Bibliotheek van Israël: 987007334865405171
- Nationale Bibliotheek van Polen: a0000001255399
- Nederlandse Thesaurus van Auteursnamen: 074282638
- SNAC: w64b50zz
- Système universitaire de documentation: 060605634
- Virtual International Authority File: 34657094
- WorldCat: E39PBJkHtTXRcRpJhK78BCq84q